# Friendship (Wisconsin)
Friendship és una població dels Estats Units a l'estat de Wisconsin. Segons el cens del 2000 tenia 698 habitants.

## Demografia
Segons el cens del 2000, Friendship tenia 698 habitants, 257 habitatges, i 157 famílies. La densitat de població era de 302,8 habitants per km².
Dels 257 habitatges en un 29,2% hi vivien nens de menys de 18 anys, en un 44% hi vivien parelles casades, en un 10,9% dones solteres, i en un 38,9% no eren unitats familiars. En el 34,2% dels habitatges hi vivien persones soles el 19,5% de les quals corresponia a persones de 65 anys o més que vivien soles. El nombre mitjà de persones vivint en cada habitatge era de 2,31 i el nombre mitjà de persones que vivien en cada família era de 2,97.
Per edats la població es repartia de la següent manera: un 24,1% tenia menys de 18 anys, un 7% entre 18 i 24, un 27,7% entre 25 i 44, un 18,9% de 45 a 60 i un 22,3% 65 anys o més.
L'edat mediana era de 40 anys. Per cada 100 dones de 18 o més anys hi havia 109,5 homes.
La renda mediana per habitatge era de 24.615 $ i la renda mediana per família de 33.438 $. Els homes tenien una renda mediana de 29.375 $ mentre que les dones 21.458 $. La renda per capita de la població era de 14.773 $. Aproximadament el 16,4% de les famílies i el 23,4% de la població estaven per davall del llindar de pobresa.

## Poblacions més properes
El següent diagrama mostra les poblacions més properes.